# 郭邦光
郭邦光（1507年—？），字元賓，山東東昌府冠縣人，軍籍，明朝政治人物。

## 生平
嘉靖十年（1531年）辛卯科山東鄉試第六十二名舉人。嘉靖二十三年（1544年）中式甲辰科會試第二百三十八名，登第三甲第一百六十四名進士。授无锡县知县，擢户部主事，三十七年官至山西按察司副使、懷隆兵备道。

## 家族
曾祖郭敏；祖父郭倫，典史；父郭鼎，同知。母曹氏。永感下。